# Dansk Miljørådgivning
DMR A/S (Dansk Miljørådgivning A/S) er et dansk rådgivende ingeniørfirma etableret i 1994.
Virksomheden arbejder med teknisk rådgivning inden for anlæg og byggeri og ved køb/salg af ejendom samt projektudvikling. Rådgivningen omfatter forurening i jord & grundvand, geoteknik, miljøscreening af bygninger, fugt og skimmel, autoriseret arbejdsmiljørådgivning, støj og bygningsakustik, rådgivning indenfor bæredygtigt byggeri, vand og klimatilpasning, industrimiljø og bygningsfysik.
I 2023 beskæftiger DMR ca. 240 medarbejdere, som typisk er ingeniører, konstruktører, biologer og teknikere. DMR har kontorer i 16 danske byer.

## Organisation
DMR er et privatejet selskab ejet af Claus Larsen og Mikael Nielsen. Claus Larsen (uddannet civilingeniør) er administrerende direktør i Dansk Miljørådgivning i Danmark, er desuden daglig leder af DMR Miljø og Geoteknikk AS, som er et norsk datterselskab.
Hvert kontor er organiseret med en kontorleder, og de faglige afdelinger har desuden egne afdelingsledere og fagchefer. Den tekniske rådgivning er forankret i følgende tekniske afdelinger:
- DMR Jord og grundvand: Forureningsundersøgelser, risikovurdering, oprensning af jordforurening, jordhåndtering m.v.
- DMR Geoteknik: Geotekniske undersøgelser, pilotering, sætningsskader, geofysisk kortlægninger og kontroller for bl.a. Vejdirektoratet, Storstrømsbroen og Banedanmark samt en lang række forsikringsselskaber og private bygherrer
- DMR Bygningsmiljø: Screening af bygninger for miljøfremmede stoffer som asbest, tungmetaller, PCB etc. og muligheder for cirkulær økonomi ved genanvendelse
- DMR Skimmel: Dykningsprøver, materialeprøver, Mycometer® test. Uddannede skimmelsvampekonsulenter fra Pegasus Lab i Sverige, certificerede af Mycometer® til at udtage og analysere Mycometer® test og Mycometer® Air test. Leverandør af DNA-analyse/House-Test®
- DMR Industrimiljø: Rådgivning gennem miljøvurderingsprocessen, naturundersøgelser for bilag IV arter, flagermus m.v.
- DMR Støj og bygningsakustik: Måling af støj og rådgivning indenfor støj og bygningsfysik
- DMR Arbejdsmiljø: Autoriseret arbejdsmiljørådgivning
- DMR Vand og Klimatilpasning: vandhåndteringsplaner, skybrudssikring, nedsivning af regnvand m.v.
- EDD: Environmental Due Diligence (EDD) – omfatter typisk tre faser, typisk efter den amerikanske standard ASTM E1527
- DMR Klima og bæredygtighed: Bæredygtigt byggeri, DGNB
- DMR Radon: Undersøgelse, måling og radonsikring af byggeri

## Kontorer
DMR har hovedkontor i Silkeborg, og derudover har de kontorer i Nyborg, Odense, Kolding, Randers, Horsens, Esbjerg, Karup J, Nørresundby, Jerslev, Aabenraa, Vordingborg, Herlev, Slagelse, Frederikssund og på Frederiksberg.
Udover 16 kontorer i Danmark har DMR også to kontorer i Norge, i henholdsvis Oslo og Trondheim. Ligesom den danske afdeling tilbyder den norske afdeling også rådgivning inden for jordforurening, miljøscreening af bygninger, geoteknik, EDD og indeklima, mens de også tilbyder ydelser inden for deponigas og sedimentundersøgelser.

## Projekter

### Større projekter og samarbejdspartnere
DMR har rammeaftaler for bl.a. Region Nordjylland, Region Midtjylland, Region Sjælland, Region Hovedstaden, Region Sjælland. Rådgivningen omfatter boligundersøgelser, videregående undersøgelser og afværgeprojekter til fjernelse/sikring af forurening for mennesker og miljø.
DMR rådgiver udover de danske regioner også kommuner, forsikrings- og olieselskaber, virksomheder samt private borgere. Rådgivningen omfatter udviklingsprojekter under bl.a. Miljøstyrelsen, det norske Miljødirektorat, Naturstyren, Kystdirektoratet, Regionernes Videncenter for Miljø og Ressourcer samt GTS-institutter som Teknologisk Institut og DHI.
DMR er autoriseret arbejdsmiljørådgiver under Arbejdstilsynet, og er også registreret på Sundhedsstyrelsens liste over godkendte radonlaboratorier.
DMR er certificeret efter ISO9001, ISO14001, ISO45001 og DS49001/ISO26000.

## Vækst
I juli 2022 opkøb er DMR det geotekniske firma GeoDania fra Fyn. GeoDania har gennem årtier leveret geoteknisk rådgivning ved undersøgelser, tilsyn og laboratorieforsøg fra private boliger til store bygge- og anlægsprojekter. DMR Geoteknik udgør nu samlet set ca. 45 medarbejdere i Danmark. 